# Élections législatives de 2007 en Tarn-et-Garonne
Les élections législatives françaises de 2007 se déroulent les 10 et 17 juin 2007. Dans le département de Tarn-et-Garonne, deux députés sont à élire dans le cadre de deux circonscriptions.

## Élus
| Circonscription | Député sortant   | Parti | Parti | Député élu ou réélu | Parti | Parti |
| --------------- | ---------------- | ----- | ----- | ------------------- | ----- | ----- |
| 1re             | Brigitte Barèges |       | UMP   | Brigitte Barèges    |       | UMP   |
| 2e              | Jacques Briat    |       | UMP   | Sylvia Pinel        |       | PRG   |

## Résultats

### Résultats au niveau départemental
| Parti                                               | Parti                               | Premier tour | Premier tour | Second tour | Second tour | Sièges |
| Parti                                               | Parti                               | Voix         | %            | Voix        | %           | Sièges |
| --------------------------------------------------- | ----------------------------------- | ------------ | ------------ | ----------- | ----------- | ------ |
|                                                     | Union pour un mouvement populaire   | 42 323       | 39,80        | 53 287      | 50,05       | 1      |
|                                                     | Mouvement pour la France            | 1 207        | 1,13         |             |             | 0      |
|                                                     | Majorité présidentielle             | 43 530       | 40,93        | 53 287      | 50,05       | 1      |
|                                                     |                                     |              |              |             |             |        |
|                                                     | Parti socialiste                    | 16 635       | 15,64        | 26 359      | 24,76       | 0      |
|                                                     | Parti radical de gauche             | 15 459       | 14,54        | 26 811      | 25,18       | 1      |
|                                                     | Europe Écologie Les Verts           | 3 897        | 3,66         |             |             | 0      |
|                                                     | Parti communiste français           | 3 147        | 2,96         | 0           |             |        |
|                                                     | Gauche parlementaire                | 39 138       | 36,80        | 53 170      | 49,95       | 1      |
|                                                     |                                     |              |              |             |             |        |
|                                                     | UDF–Mouvement démocrate             | 9 036        | 8,50         |             |             | 0      |
|                                                     | Front national                      | 5 032        | 4,73         | 0           |             |        |
|                                                     | Extrême gauche dont LCR et LO       | 4 157        | 3,91         | 0           |             |        |
|                                                     | Chasse, pêche, nature et traditions | 2 835        | 2,67         | 0           |             |        |
|                                                     | Divers                              | 1 457        | 1,37         | 0           |             |        |
|                                                     | Mouvement national républicain      | 666          | 0,63         | 0           |             |        |
|                                                     | Génération écologie                 | 498          | 0,47         | 0           |             |        |
|                                                     |                                     |              |              |             |             |        |
| Inscrits                                            | Inscrits                            | 166 436      | 100,00       | 166 424     | 100,00      | 2      |
| Abstentions                                         | Abstentions                         | 57 413       | 34,5         | 55 367      | 33,27       |        |
| Votants                                             | Votants                             | 109 023      | 65,5         | 111 057     | 66,73       |        |
| Blancs et nuls                                      | Blancs et nuls                      | 2 674        | 2,45         | 4 600       | 4,14        |        |
| Exprimés                                            | Exprimés                            | 106 349      | 97,55        | 106 457     | 95,86       |        |
| Source : Ministère de l'Intérieur - Tarn-et-Garonne |                                     |              |              |             |             |        |

### Résultats par circonscription

#### Première circonscription (Montauban)
| Candidat       | Candidat                         | Parti          | Premier tour | Premier tour | Second tour | Second tour |  |
| Candidat       | Candidat                         | Parti          | Voix         | %            | Voix        | %           |  |
| -------------- | -------------------------------- | -------------- | ------------ | ------------ | ----------- | ----------- |  |
|                | Brigitte Barèges sortante réélue | UMP            | 22 449       | 42,07        | 27 225      | 50,81       |  |
|                | Roland Garrigues                 | PS             | 16 635       | 31,18        | 26 359      | 49,19       |  |
|                | Jacques Larroque                 | UDF–MoDem      | 3 433        | 6,43         |             |             |  |
|                | Delphine Tantot                  | FN             | 2 281        | 4,27         |             |             |  |
|                | Annie Bonnefont                  | Les Verts      | 2 200        | 4,12         |             |             |  |
|                | Hugues Bauchy                    | PCF            | 1 595        | 2,99         |             |             |  |
|                | Robert Romanin                   | LCR            | 1 503        | 2,82         |             |             |  |
|                | Christelle Gibert                | CPNT           | 1 140        | 2,14         |             |             |  |
|                | Pierre-Alain Cumoura             | MPF            | 562          | 1,05         |             |             |  |
|                | Daniel Lacroze-Marty             | Divers         | 471          | 0,88         |             |             |  |
|                | Jean-Claude Espinosa             | LO             | 362          | 0,68         |             |             |  |
|                | Marie Sautel                     | MNR            | 310          | 0,58         |             |             |  |
|                | Geoffroy Gerdi                   | AL             | 237          | 0,44         |             |             |  |
|                | Annie Tourrenc                   | Régionaliste   | 181          | 0,34         |             |             |  |
|                |                                  |                |              |              |             |             |  |
| Inscrits       | Inscrits                         | Inscrits       | 82 035       | 100,00       | 82 026      | 100,00      |  |
| Abstentions    | Abstentions                      | Abstentions    | 27 429       | 33,44        | 26 170      | 31,9        |  |
| Votants        | Votants                          | Votants        | 54 606       | 66,56        | 55 856      | 68,1        |  |
| Blancs et nuls | Blancs et nuls                   | Blancs et nuls | 1 247        | 2,28         | 2 272       | 4,07        |  |
| Exprimés       | Exprimés                         | Exprimés       | 53 359       | 97,72        | 53 584      | 95,93       |  |

#### Deuxième circonscription (Castelsarrasin - Moissac)
| Candidat       | Candidat              | Parti          | Premier tour | Premier tour | Second tour | Second tour |  |
| Candidat       | Candidat              | Parti          | Voix         | %            | Voix        | %           |  |
| -------------- | --------------------- | -------------- | ------------ | ------------ | ----------- | ----------- |  |
|                | Jacques Briat sortant | UMP            | 19 874       | 37,51        | 26 062      | 49,29       |  |
|                | Sylvia Pinel élue     | PRG (PS)       | 15 459       | 29,17        | 26 811      | 50,71       |  |
|                | Valérie Rabassa       | UDF–MoDem      | 5 603        | 10,57        |             |             |  |
|                | Pierre Verdier        | FN             | 2 751        | 5,19         |             |             |  |
|                | Laurence Carrara      | LCR            | 1 834        | 3,46         |             |             |  |
|                | Alain Jean            | Les Verts      | 1 697        | 3,2          |             |             |  |
|                | Jean-Yves Jouglar     | CPNT           | 1 695        | 3,2          |             |             |  |
|                | Françoise Durand      | PCF            | 1 552        | 2,93         |             |             |  |
|                | Ludovic Andrieux      | MPF            | 645          | 1,22         |             |             |  |
|                | Jean-Marc Bouyer      | Divers         | 568          | 1,07         |             |             |  |
|                | Paulo Varela da Veiga | GÉ             | 498          | 0,94         |             |             |  |
|                | Françoise Ratsimba    | LO             | 458          | 0,86         |             |             |  |
|                | Sylvie Le Ray         | MNR            | 356          | 0,67         |             |             |  |
|                |                       |                |              |              |             |             |  |
| Inscrits       | Inscrits              | Inscrits       | 84 401       | 100,00       | 84 398      | 100,00      |  |
| Abstentions    | Abstentions           | Abstentions    | 29 984       | 35,53        | 29 197      | 34,59       |  |
| Votants        | Votants               | Votants        | 54 417       | 64,47        | 55 201      | 65,41       |  |
| Blancs et nuls | Blancs et nuls        | Blancs et nuls | 1 427        | 2,62         | 2 328       | 4,22        |  |
| Exprimés       | Exprimés              | Exprimés       | 52 990       | 97,38        | 52 873      | 95,78       |  |